# دام آلو
دام آلو (هندی: दम आलू) یک خورش کاری هندی است که در پختش از سیب‌زمینی استفاده می‌شود. در زبان محلی «دام» به معنای آهسته‌پخت و «آلو» به معنی سیب‌زمینی است. این بخشی از غذاهای سنتی پاندیت کشمیری است که از دره کشمیر در ایالت جامو و کشمیر هند نشات می‌گیرد. دام آلو به‌طور گسترده در هند و پاکستان پخته می‌شود و انواع بناراسی و بنگالی نیز دارد.
در پخت این خورش از سیب‌زمینی‌های کوچک استفاده می‌شود که پس از کندن پوست، روغن‌پزی عمیق می‌شوند. سس دام آلو کشمیری با ماست یا خویا تهیه می‌شود و اغلب شامل خمیر بادام هندی هم هست. سس دام آلو بناراسی با پیاز و گوجه‌فرنگی تهیه می‌شود. ادویه‌هایی مانند فلفل قرمز، سیر، زنجبیل، هل و رازیانه به سس اضافه می‌شود. سیب زمینی‌ها به آرامی با شعله کم در سس پخته می‌شوند و می‌توان آن را با گشنیز تزئین کرد. دام آلو اغلب با نان سرو می‌شود.